# PRRT2
PRRT2 (англ. Proline rich transmembrane protein 2) – білок, який кодується однойменним геном, розташованим у людей на короткому плечі 16-ї хромосоми. Довжина поліпептидного ланцюга білка становить 340 амінокислот, а молекулярна маса — 34 945.
| 10         |  | 20         |  | 30         |  | 40         |  | 50         |
| ---------- |  | ---------- |  | ---------- |  | ---------- |  | ---------- |
| MAASSSEISE |  | MKGVEESPKV |  | PGEGPGHSEA |  | ETGPPQVLAG |  | VPDQPEAPQP |
| GPNTTAAPVD |  | SGPKAGLAPE |  | TTETPAGASE |  | TAQATDLSLS |  | PGGESKANCS |
| PEDPCQETVS |  | KPEVSKEATA |  | DQGSRLESAA |  | PPEPAPEPAP |  | QPDPRPDSQP |
| TPKPALQPEL |  | PTQEDPTPEI |  | LSESVGEKQE |  | NGAVVPLQAG |  | DGEEGPAPEP |
| HSPPSKKSPP |  | ANGAPPRVLQ |  | QLVEEDRMRR |  | AHSGHPGSPR |  | GSLSRHPSSQ |
| LAGPGVEGGE |  | GTQKPRDYII |  | LAILSCFCPM |  | WPVNIVAFAY |  | AVMSRNSLQQ |
| GDVDGAQRLG |  | RVAKLLSIVA |  | LVGGVLIIIA |  | SCVINLGVYK |  |            |

A: Аланін

C: Цистеїн

D: Аспарагінова кислота

E: Глутамінова кислота

F: Фенілаланін

G: Гліцин

H: Гістидин

I: Ізолейцин

K: Лізин

L: Лейцин

M: Метіонін

N: Аспарагін

P: Пролін

Q: Глутамін

R: Аргінін

S: Серин

T: Треонін

V: Валін

W: Триптофан

Кодований геном білок за функцією належить до фосфопротеїнів. 
Задіяний у такому біологічному процесі, як альтернативний сплайсинг. 
Локалізований у клітинній мембрані, мембрані, клітинних контактах, синапсах.